# Campionato italiano assoluto di scacchi online 2020
Il Campionato italiano assoluto online 2020 è stata la prima edizione del campionato italiano di scacchi disputatasi online (CIA Online 2020), organizzato dalla Federazione Scacchistica Italiana. È stato vinto da Alessio Valsecchi (al suo primo titolo). Il torneo si è svolto dal 18 al 22 novembre sulla piattaforma Online Arena Premium Chess.

## Storia
Nonostante la ripresa delle attività agonistiche nel maggio del 2020, la seconda ondata di epidemia di Covid-19 in Italia costrinse la federazione ad annullare il Campionato Italiano Assoluto 2020. Il Campionato Italiano Assoluto Online venne organizzato in sua parziale sostituzione, ma le partite non sarebbero state valide per l'Elo FIDE, e i finalisti non avrebbero avuto alcun diritto di qualificazione al CIA 2021. Inizialmente era stabilito che il vincitore del torneo non avrebbe visto scritto il proprio nome sull'albo d'oro ufficiale del campionato italiano, ma una delibera del consiglio federale del 28 novembre 2020 decise di assegnare il titolo a Valsecchi.

## Formula e montepremi
Il torneo prevedeva 20 partecipanti divisi in due gironi da dieci, con gare di sola andata a cadenza rapid (25'+ 10" a mossa). I primi due classificati di ogni girone si affrontavano in semifinale su un match di quattro partite, i vincitori delle due semifinali si affrontavano nella finale primo e secondo posto, gli sconfitti nella finale terzo e quarto posto.
In caso di pareggio erano previste due gare lampo a 5'+3", in caso di ulteriore pareggio in semifinale vinceva il giocatore con il miglior piazzamento nel girone, mentre in finale il vincitore veniva decretato da un ulteriore spareggio con la formula dell'Armageddon (6' vs 5').
Le posizioni dal quinto al dodicesimo sarebbero state stabilite da gare a scontro diretto in semifinale e finale.
Il vincitore avrebbe ricevuto un premio di 2 500 euro.
| Classifica | Premio |
| ---------- | ------ |
| 1°         | € 2500 |
| 2°         | € 1800 |
| 3°         | € 1500 |
| 4°         | € 1300 |
| 5°         | € 1200 |
| 6°         | € 1100 |
| 7°         | € 1000 |
| 8°         | € 900  |
| 9°         | € 800  |
| 10°        | € 700  |
| 11°        | € 600  |
| 12°        | € 500  |
| 13 a 20°   | € 400  |

## Fase a Gironi
|    | Giocatore          | Elo  | 1 | 2 | 3 | 4 | 5 | 6 | 7 | 8 | 9 | 10 | Punti |
| -- | ------------------ | ---- | - | - | - | - | - | - | - | - | - | -- | ----- |
| 1  | Lorenzo Lodici     | 2483 |   | 1 | 0 | ½ | ½ | 1 | 1 | 0 | 1 | 1  | 6     |
| 2  | Alessio Valsecchi  | 2519 | 0 |   | ½ | 1 | ½ | 1 | ½ | 1 | ½ | 1  | 6     |
| 3  | Francesco Sonis    | 2483 | 1 | ½ |   | ½ | 0 | ½ | 1 | 1 | 0 | 1  | 5½    |
| 4  | Daniele Vocaturo   | 2617 | ½ | 0 | ½ |   | 1 | 0 | 1 | ½ | 1 | 1  | 5½    |
| 5  | Roberto Mogranzini | 2459 | ½ | ½ | 1 | 0 |   | 0 | ½ | 1 | ½ | 1  | 5     |
| 6  | Sabino Brunello    | 2519 | 0 | 0 | ½ | 1 | 1 |   | 0 | 1 | 0 | 1  | 4½    |
| 7  | Lexy Ortega        | 2459 | 0 | ½ | 0 | 0 | ½ | 1 |   | ½ | 1 | ½  | 4     |
| 8  | Giuseppe Lettieri  | 2436 | 1 | 0 | 0 | ½ | 0 | 0 | ½ |   | 1 | ½  | 3½    |
| 9  | Fabrizio Bellia    | 2426 | 0 | ½ | 1 | 0 | ½ | 1 | 0 | 0 |   | ½  | 3     |
| 10 | Gabriele Lumachi   | 2297 | 0 | 0 | 0 | 0 | 0 | 0 | ½ | ½ | ½ |    | 1½    |
|    | Giocatore             | Elo  | 1 | 2 | 3 | 4 | 5 | 6 | 7 | 8 | 9 | 10 | Punti |
| -- | --------------------- | ---- | - | - | - | - | - | - | - | - | - | -- | ----- |
| 1  | Alberto David         | 2517 |   | ½ | ½ | 1 | ½ | ½ | 1 | 1 | ½ | ½  | 6     |
| 2  | Luca Moroni           | 2562 | ½ |   | ½ | ½ | 1 | ½ | ½ | 1 | 0 | 1  | 5½    |
| 3  | Pier Luigi Basso      | 2561 | ½ | ½ |   | 1 | ½ | 1 | ½ | 0 | ½ | 1  | 5½    |
| 4  | Carlos García Palermo | 2418 | 0 | ½ | 0 |   | 1 | 1 | ½ | 0 | 1 | ½  | 4½    |
| 5  | Artem Gylevich        | 2406 | ½ | 0 | ½ | 0 |   | ½ | ½ | ½ | 1 | 1  | 4½    |
| 6  | Luca Shytaj           | 2470 | ½ | ½ | 0 | 0 | ½ |   | 1 | 1 | ½ | 0  | 4     |
| 7  | Denis Rombaldoni      | 2477 | 0 | ½ | ½ | ½ | ½ | 0 |   | 1 | 1 | 0  | 4     |
| 8  | Danyyil Dvirnyy       | 2485 | 0 | 0 | 1 | 1 | ½ | 0 | 0 |   | ½ | 1  | 4     |
| 9  | Andrea Stella         | 2457 | ½ | 1 | ½ | 0 | 0 | ½ | 0 | ½ |   | ½  | 3½    |
| 10 | Michele Godena        | 2448 | ½ | 0 | 0 | ½ | 0 | 1 | 1 | 0 | ½ |    | 3½    |

## Semifinale

### Match A
| Giocatore      | R1 | R2 | R3 | R4 | L1 | L2 | Totale |
| -------------- | -- | -- | -- | -- | -- | -- | ------ |
| Lorenzo Lodici | ½  | 0  | ½  | 1  | 1  | ½  | 3½     |
| Luca Moroni    | ½  | 1  | ½  | 0  | 0  | ½  | 2½     |

### Match B
| Giocatore         | R1 | R2 | R3 | R4 | L1 | L2 | Totale |
| ----------------- | -- | -- | -- | -- | -- | -- | ------ |
| Alberto David     | 1  | 0  | 1  | 0  | ½  | 0  | 2½     |
| Alessio Valsecchi | 0  | 1  | 0  | 1  | ½  | 1  | 3½     |

## Finale

### Finale 3º-4º posto
| Giocatore     | R1 | R2 | R3 | R4 | L1 | L2 | SD | Totale |
| ------------- | -- | -- | -- | -- | -- | -- | -- | ------ |
| Luca Moroni   | ½  | ½  | ½  | 0  | -  | -  | -  | 1½     |
| Alberto David | ½  | ½  | ½  | 1  | -  | -  | -  | 2½     |

### Finale 1º-2º posto
| Giocatore         | R1 | R2 | R3 | R4 | L1 | L2 | SD | Totale |
| ----------------- | -- | -- | -- | -- | -- | -- | -- | ------ |
| Lorenzo Lodici    | ½  | 0  | 0  | ½  | -  | -  | -  | 1      |
| Alessio Valsecchi | ½  | 1  | 1  | ½  | -  | -  | -  | 3      |

## Classifica finale
La classifica finale, dopo le finali del torneo e gli scontri a eliminazione diretta per le posizioni dalla 5ª alla 12ª. I giocatori sono Grandi maestri dove non diversamente indicato.
| P.    | Giocatore             | Elo  |
| ----- | --------------------- | ---- |
| 1     | Alessio Valsecchi     | 2519 |
| 2     | IM Lorenzo Lodici     | 2483 |
| 3     | Alberto David         | 2517 |
| 4     | Luca Moroni           | 2562 |
| 5     | Pier Luigi Basso      | 2561 |
| 6     | IM Francesco Sonis    | 2483 |
| 7     | Daniele Vocaturo      | 2617 |
| 8     | Carlos García Palermo | 2418 |
| 9     | Sabino Brunello       | 2519 |
| 10    | Roberto Mogranzini    | 2459 |
| 11    | IM Artem Gilevych     | 2406 |
| 12    | Luca Shytaj           | 2470 |
| 13-20 | Lexy Ortega           | 2459 |
| 13-20 | IM Denis Rombaldoni   | 2479 |
| 13-20 | FM Giuseppe Lettieri  | 2436 |
| 13-20 | Danyyil Dvirnyy       | 2485 |
| 13-20 | IM Fabrizio Bellia    | 2426 |
| 13-20 | Andrea Stella         | 2457 |
| 13-20 | Michele Godena        | 2448 |
| 13-20 | FM Gabriele Lumachi   | 2297 |